# Carol al VII-lea al Franței
Carol al VII-lea (n. 22 februarie 1403, Paris, Regatul Franței – d. 22 iulie 1461, Mehun-sur-Yèvre, Centre-Val de Loire, Franța), numit Victoriosul (în franceză le Victorieux) a fost rege al Franței din 1422 până la moartea sa.
A fost membru al Casei de Valois, fiu al regelui Carol al VI-lea însă succesiunea sa la tronul Franței a rămas discutabilă de ocupația engleză din nordul Franței. Cu toate acestea, a fost încoronat la Reims în 1429 prin eforturile Ioanei d'Arc de a elibera Franța de englezi. Domnia sa târzie a fost marcată de luptele cu fiul său, Ludovic al XI-lea.

## Primii ani

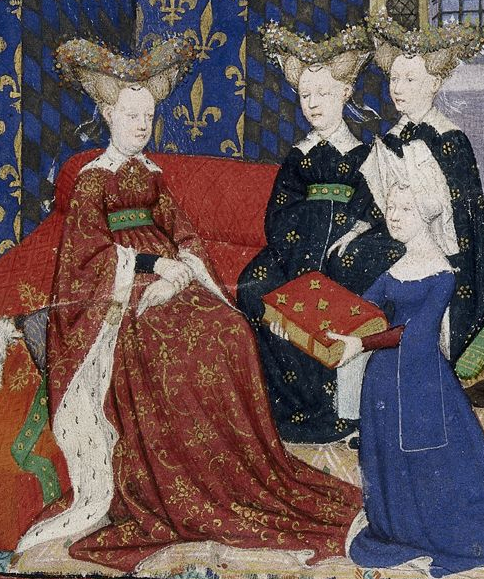
Mama lui Carol, Isabeau de Bavaria, împreună cu doamnele de onoare

Născut la Paris, Carol a fost al cincilea fiu al regelui Carol al VI-lea al Franței și a Isabelei de Bavaria-Ingolstadt. Cei patru frați mai mari: Carol (1386), Carol (1392–1401), Ludovic (1397–1415) și Ioan (1398–1417) deținuseră fiecare titlul de Delfin al Franței, moștenitor al tronului. Carol a devenit Delfin al Franței în 1417 la vârsta de 15 ani; a devenit duce de Touraine, a primit Ducatul de Berry și Poitou.
Aproape imediat ce a devenit Delfin, Carol a trebuit să părăsească Parisul în mai 1418 după ce soldații ducelui Ioan de Burgundia au încercat să invadeze orașul. Anul următor, Carol a încercat o reconciliere cu ducele întâlnindu-l la podul de la Pouilly, în apropiere de Melun, în iulie 1419. Cei doi s-au întâlnit din nou la 10 septembrie 1419 pe podul de la Montereau. Ducele, în ciuda istoriei lor anterioare, s-a dovedit încrezător în tânărul său văr, presupunând că întâlnirea va fi pașnică și diplomatică și și-a adus doar o mică escortă; oamenii delfinului l-au ucis. Implicarea lui Carol a rămas discutabilă, deși el a susținut că nu știa de intenția oamenilor săi. A urmat o dușmănie de moarte între familia lui Carol al VI-lea și ducii de Burgundia.
În anii adolescenței Carol a fost remarcat pentru curaj și pentru stilul său de a conduce: după ce a devenit delfin, a condus o armată împotriva Angliei, îmbrăcat în roșu, alb și albastru, culori ce reprezentau Franța. În 1421 două evenimente au rupt încrederea în el: a fost forțat, spre marea lui rușine, să se retragă din bătălia împotriva lui Henric al V-lea al Angliei și părinții săi l-au dezmoștenit din funcția de moștenitor al tronului susținând că era copilul unei aventuri extraconjugale a mamei sale. Umilit, Delfinul a căutat protecție  în sudul Franței, la Iolanda de Aragon, așa numita regină a celor patru regate; s-a căsătorit cu fiica ei Maria.
La moartea regelui Carol al VI-lea, succesiunea era în cumpănă: dacă Delfinul era legitim, atunci avea drepturi asupra tronului; dacă nu, atunci moștenitorul era Ducele de Orléans care era în captivitate în Anglia. În plus, Tratatul de la Troyes semnat de Carol al VI-lea în 1420 mandata ca tronul să treacă lui Henric al VI-lea al Angliei, fiul lui Henric al V-lea și al Caterinei de Valois, fiica lui Carol al VI-lea.
Carol a pretins pentru sine titlul de rege al Franței. Un ajutor important l-a primit de la puternica și bogata familie a soției sale Maria d'Anjou (1404–1463), în particular de la soacra sa regina Iolanda de Aragon. În ciuda afecțiunii pe care Carol a avut-o pentru soția sa, marea iubire a fost metresa sa, Agnès Sorel.
Carol și Filip cel Bun, Duce de Burgundia, au semnat Tratatul de la Arras în urma căruia Carol și-a atins scopul - că nici un prinț de sânge nu va recunoaște pe Henric al VI-lea al Angliei ca rege al Franței.

## Rege al Franței

Franța în 1429

Carol este primul rege care reușește să-și creeze o armată permanentă. În 1444 Carol și Henric au încheiat un armistițiu. Deși acum englezii își limitau pretențiile la Normandia și Guyenne, Carol nu a vrut o pace definitivă și a acordat regelui Angliei mâna fiicei lui René I al Neapolelui, Margareta de Anjou.
Cei cinci ani de armistițiu (1444-1449) au fost fructificați de Carol pentru restaurarea regatului în toate domeniile. Cu ajutorul fiului său, Ludovic, el a îndreptat bandele de soldați care jefuiau Franța către Germania.

## Copii
Carol și Maria de Aragon au avut 13 copii:
- Ludovic (3 iulie 1423 - 30 august 1483), a devenit regele Ludovic al XI-lea al Franței
- Jean de Franța (1425-1425)
- Radegonde de Franța (1428-1444)
- Ecaterina de Franța (1428-1446), s-a căsătorit în 1440 cu Carol Temerarul
- Jacques de Franța (1432-1437)
- Iolanda de Franța (1434-1478), s-a căsătorit în 1452 cu viitorul duce Amadeus al IX-lea de Savoia. Când soțul ei a murit, ea a devenit regentă de Savoia.
- Ioana a Franței (1435-1482), s-a căsătorit în 1452 cu viitorul duce Ioan al II-lea de Bourbon
- Philippe de Franța (1436-1436)
- Marguerite de Franța (1437-1438)
- Jeanne de Franța (7 septembrie 1438 - 26 decembrie 1446)
- Marie de Franța (7 septembrie 1438 - 14 februarie 1439)
- Madeleine de Franța, (1443-1495), s-a căsătorit în 1462 cu Gaston de Foix, prinț de Viane
- Carol de Franța (1446-1472)